# Cleopatra (Artemisia Gentileschi)
Cleopatra è un dipinto a olio su tela (97x71,5 cm) realizzato nel 1620 circa dalla pittrice italiana Artemisia Gentileschi. Fa parte della collezione della Fondazione Cavallini-Sgarbi, situata a Ferrara.

## L'opera
Il dipinto, già attribuito a Guido Cagnacci, è stato pressoché unanimemente "restituito" dalla critica ad Artemisia Gentileschi e si ritiene che appartenga al suo periodo fiorentino. La pittrice ritornerà anche in seguito, in termini di maggior eleganza formale, sul tema di Cleopatra che si fa mordere da un aspide.
In questa  corpulenta e scomposta figura femminile, dall'aspetto più lascivo che drammatico, Artemisia mostra di aver appreso pienamente la lezione provocatoria del realismo caravaggesco, andando ben al di là di quanto le poteva derivare dall'apprendistato svolto sotto la guida del padre Orazio. 

Osserva, a questo riguardo, Vittorio Sgarbi: